# Villamos ellenállás mérése
Villamos ellenállás mérése. Az ohmos ellenállást többnyire egyenáramú körben mérjük, váltakozó áramú körben csak akkor, ha az egyenáramú mérés az áram vegyi hatása miatt nem használható. Négy eljárás terjedt el:
- feszültség és áramerősség egyidejű mérése
- mérés közvetlenül mutató műszerrel
- mérés mV mérővel
- mérés hidas kapcsolásban.

## Feszültség és áramerősség egyidejű mérése
A feszültség és áramerősség összetartozó értékéből az ellenállást Ohm törvénye szerint lehet számítani. A mérésnél figyelembe kell venni a használt műszerek fogyasztását, a mérést befolyásoló hatását.

## A közvetlen mutató ohm-mérők
A főbb típusai:
- Hányadosmérők
- Kombinált voltmérők
- Kombinált milliampermérők

### Hányadosmérő

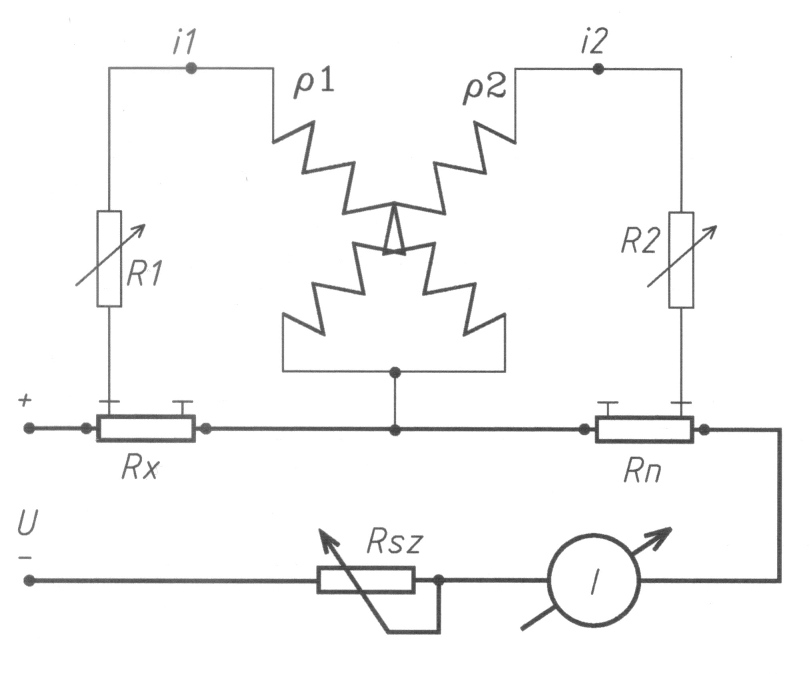
Két kis ellenállás összemérése hányadosmérővel

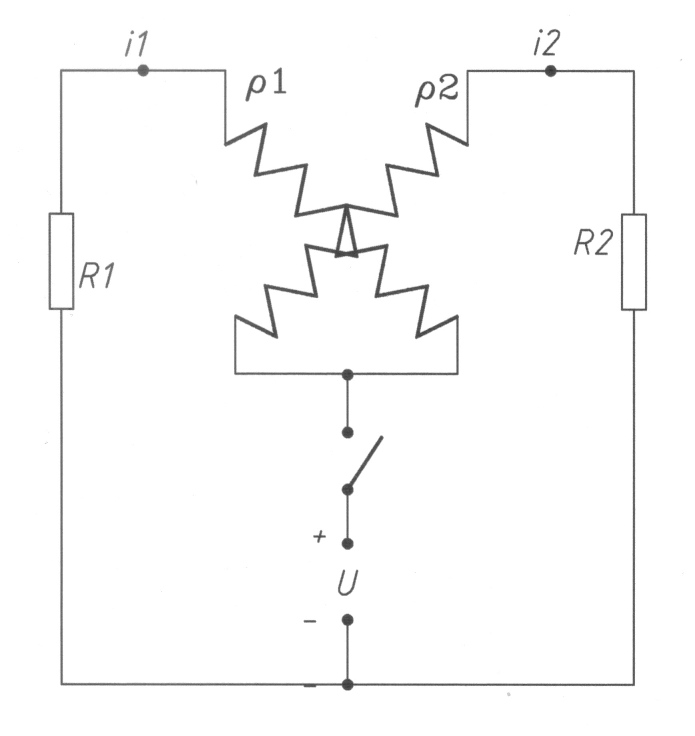
Két nagy ellenállás összemérése hányadosmérővel

A közvetlenül mutató ellenállásmérők egyike a hányadosmérő. Az ellenállás egyenáramú mérésére az állandó mágneses hányadosmérő kiválóan alkalmas. A mérésben mindig két ellenállást hasonlítanak össze. Egy jól ismert értékű ellenállást, és egy ismeretlen értékűt. A mérés során arra kell törekedni, hogy a két ellenállás számértéke legalább nagyságrendileg megegyezzék.
Két kis ellenállás összehasonlítása
Két kis ellenállás összehasonlításakor a feszültségesésüket hasonlítják össze. Az Rn és az Rx ellenállás sorba van kapcsolva, és az Rsz szabályozó ellenálláson át az U feszültségforrásról van táplálva, ellenőrzésképpen mérve az ellenállásokon átfolyó I áramot, elkerülendő az ellenállások túlterhelését. A kereszttekercses műszer 1 és 2 tekercsét az ábra szerint ar Rn és az Rx ellenállás feszültségesése táplálja. A lengő tekercsek ellenállása ρ1 és ρ2, árama i1 és i2, valamint sorba kapcsolunk velük R1 illetve R2 szabályozható ellenállást.
Így az összehasonlított ellenállások árama
I1=I-i1≅I-i2=I2 a feszültségekre pedig 
i1×(R1+ρ1)=(I-i1)×Rx és i2×(R2+ρ2)=(I-i2)×Rx Ebből az ellenállások aránya 
Rx/Rn=i1/i2 × (I-i2)×(R1+ρ1)/(I-i1)×(R2+ρ2)=a1,2(I-i2)×(R1+ρ1)/I×(R2+ρ2)-(I-i2)×a1,2×Rn ahol
i1/i2=a1,2=f(α) a tekercsáramok hányadosa. Ha I >>i2 és I >>i1 akkor I-i2≅I-i1 és Rx/Rn≅a1,2×(R1+ρ1)/(R2+ρ2) elérve, hogy i1/i2=1, akkor 
Rx/Rn=(R1+ρ1)/R2+ρ2)
A műszer tehát két kis ellenállás hányadosát alakítja át két nagy ellenállás hányadosává, ebből pedig az ismeretlen kiszámítható. A skála közvetlenül ellenállásra is készíthető.
Két nagy ellenállás összehasonlítása
Két nagy ellenállás arányát legegyszerűbben a felvett áramuk arányából lehet meghatározni. A két ágon a feszültség azonos:
i1×(R1+ρ1)=i2×(R2+ρ2) ebből az ellenállások aránya:
(R1+ρ1)/(R2+ρ2)=i2/i1=1/a1,2 Ha az ismert R2 ellenállás változtatható, akkor elérhető, hogy i1/i2=a1,2=1 legyen. Ebben az esetben 
R1+ρ1=R2+ρ2 és ezekből az ismeretlen érték kiszámolható.
A gyakorlatban az a legkényelmesebb, ha a számításra nincs szükség. Akár kis ellenállások, akár nagy ellenállások esetén a megfelelő kereszttekercses ohm-mérő skáláját viszonyérték helyett közvetlenül ellenállásértékre lehet beosztani és számozni. A műszer pontossága függ a kitérés szöghelyzetétől. Legkisebb a mutató középállásában (1-2%), míg a szélső állásokban ennél lényegesen nagyobb is lehet (3-6%). Előnye, hogy a feszültség ingadozása nem változtatja meg a mérési eredményt, ugyanakkor a bizonytalansága nő a kelleténél kisebb tápfeszültség, és így a megengedettnél kisebb mérőáram esetében.

### Kombinált milliampermérő
Soros kapcsolás

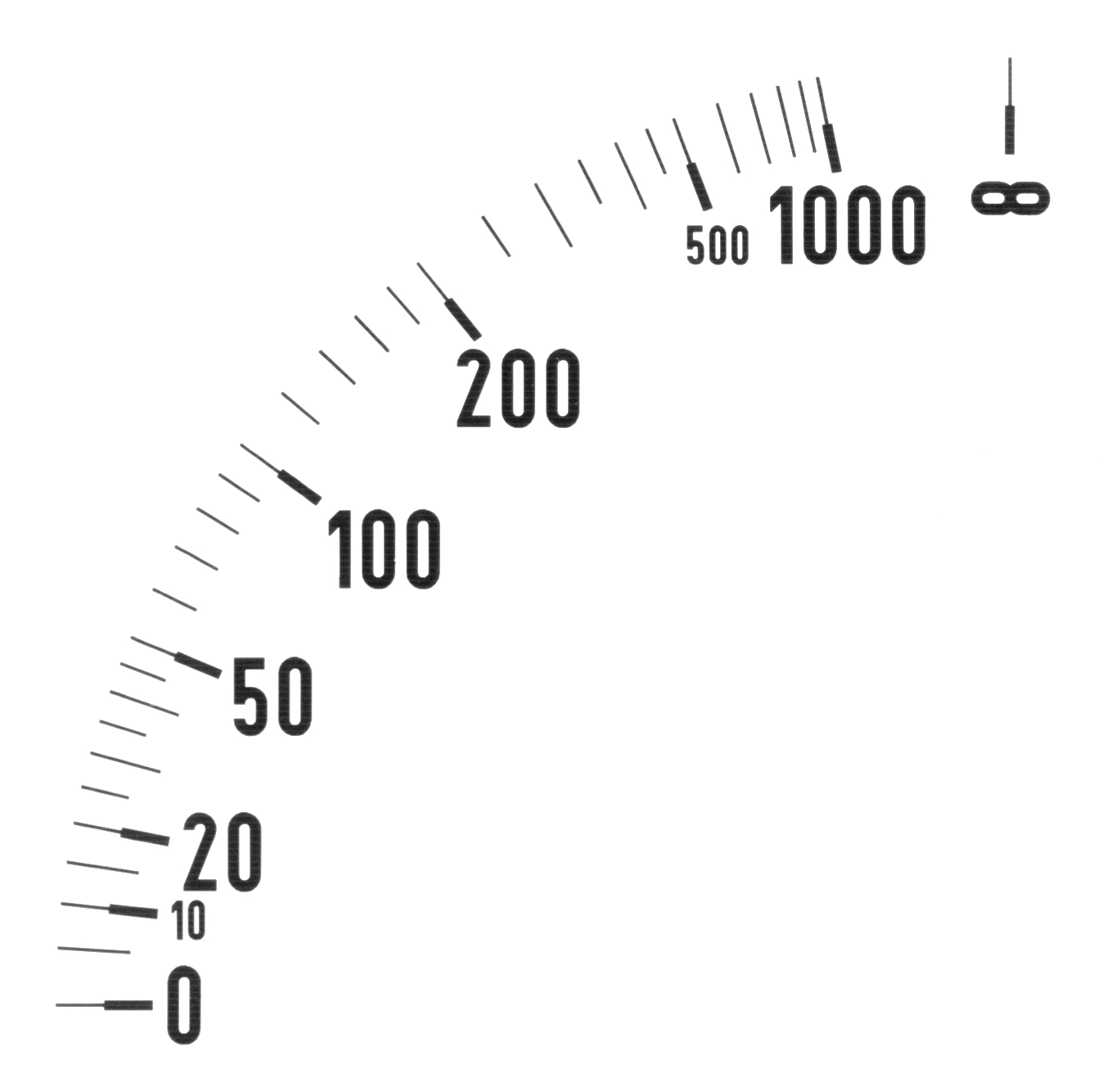
Kapcsolótáblába építhető soros ellenállásmérő műszer skálája

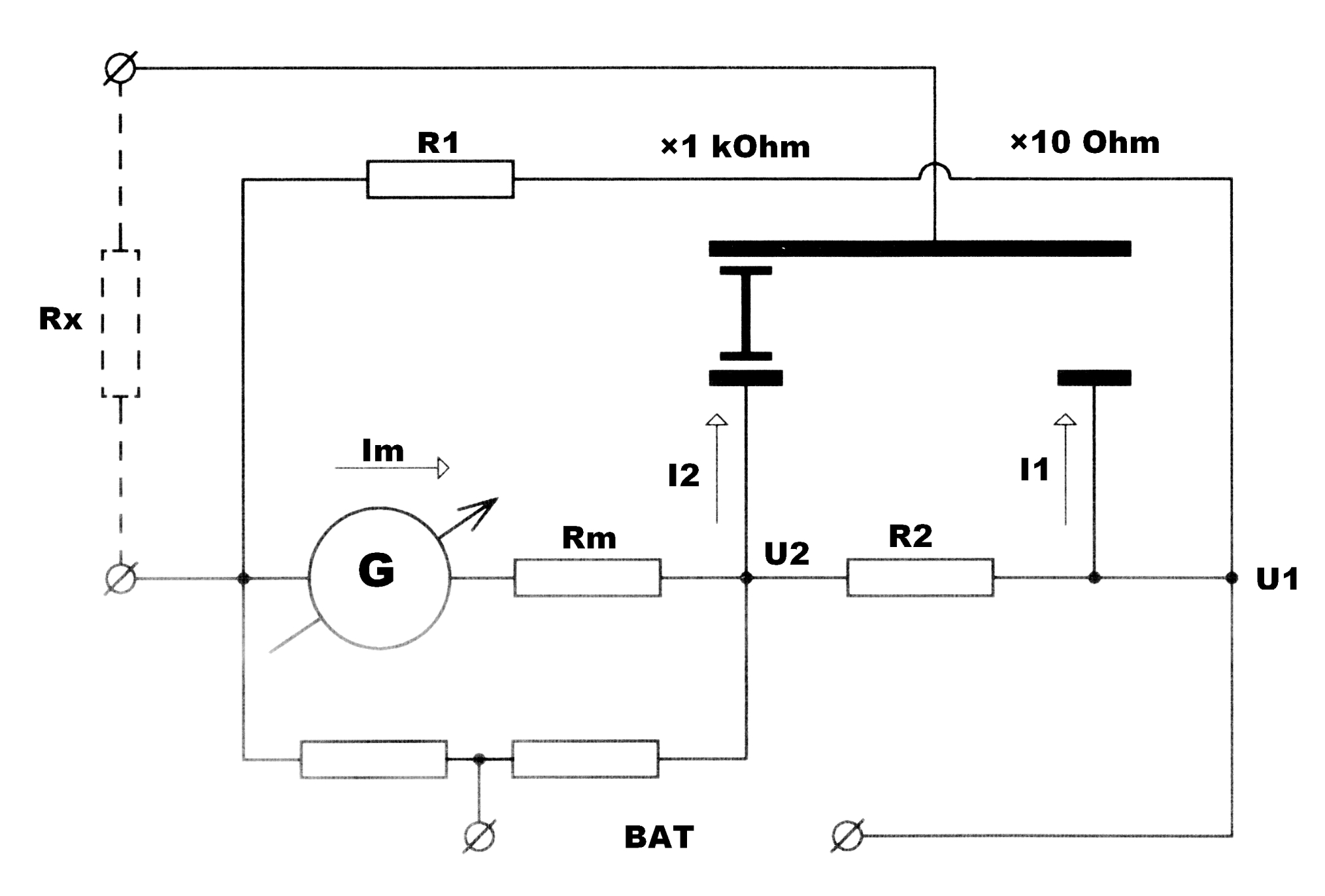
Párhuzamos ellenállásmérő elvi kapcsolási rajza

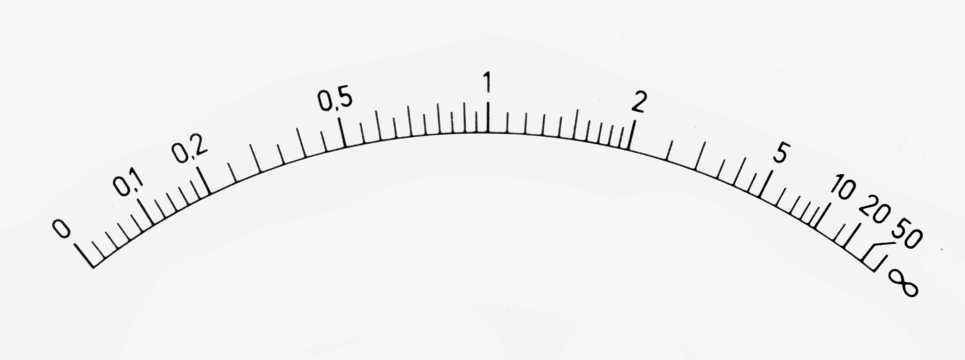
Párhuzamos ellenállásmérő skálája

A milliamper mérő és voltmérő kombinálásának egyik legegyszerűbb esetében a lengőtekercses műszert (Deprez) valamilyen U egyirányú feszültséggel (pl. telepről) tápláljuk. Potenciométerrel - rövidrezárt kapcsok – mellett a műszerre jutó feszültséget úgy szabályozzuk, hogy végkitérést mutasson. Méréskor a műszert az Rx mérendő ellenálláson kapcsolják a feszültségre, mire a műszer árama csökken. Feltételezve, hogy a két állapot között az U feszültség nem változik, rövidzárnál: Irövidzár = Um / Rm, míg mérésnél: Imérés= Um/(Rx+Rm). Ebből következően: Irövidzár * Rm = Imérés * (Rx+Rm), így Rx = Rm * (Irövidzár-Imérés)/Imérés = Rm * ((Irövidzár/Imérés)-1)
A műszert közvetlenül ohm skálával lehet készíteni, ennek két pontja független a feszültségtől: a végkitéréshez Rx=0, az áramskála kezdőpontjához Rx=∞ ellenállás tartozik. A közbülső pontok számolhatóak az egyenlet alapján.

### Kombinált voltmérő
Párhuzamos kapcsolás
A milliamper mérő és voltmérő kombinálásának egyik legegyszerűbb esetében a lengőtekercses műszert (Deprez) valamilyen U stabilizált egyirányú feszültséggel (pl. telepről) tápláljuk. Potenciométerrel - nyitott kapcsok – mellett a műszerre jutó feszültséget úgy szabályozzuk, hogy végkitérést mutasson. A műszer belső ellenállása például ×10 Ω esetén 10 Ω, ×1 kΩ esetén 1 kΩ.
×10 Ω esetén
Ha a műszer Im=13 µA=13×10−6 A, Rx=0 és az (Rm+R2)=10 kΩ akkor 
U1=13×10−6 A × 10000 Ω = 0,13 V. Mivel rövidrezárt kapcsoknál ugyanez a feszültség van az R1 ellenálláson,
 Iösszes=U1/Rösszes=0,13 V/10 Ω=0,013 A, ezért IR1=Iösszes-Im=0,013 A-0,000013A=0,012987 A ezért
R1=U1/IR1=0,13 V/0,012987 A=10,01001 Ω
×1 kΩ esetén
Mivel Im=13 µA=0,000013 A
R=1000 Ω
R1=10,01001 Ω és
Rm+R2=10 kΩ, legyen a mérőáram
I=115 µA és ha Rx=1000 Ω, valamint ha a feszültség nem változik, akkor a műszer fél kitérést ad
U2=(R+Rx)×I/2=(1000 Ω+1000 Ω)×0,000115 A/2=0,115 V Ugyanez a feszültség van az Rm ellenálláson is, így
 Rm=U2/Im=0,115 V/0,000013 A=8846,154 Ω mivel
R2=10 000 Ω-Rm=10 000 Ω-8846,154 Ω=1117,441 Ω, mivel 
IR1-2=I-Im=0,000115 A-0,000013 A=0,000102 A ekkor
R2=U2/IR1-2-R1=0,115 V/0,000102 A-10,01001 Ω=1127,45-10,01=1117,49

## Mérés mV mérővel

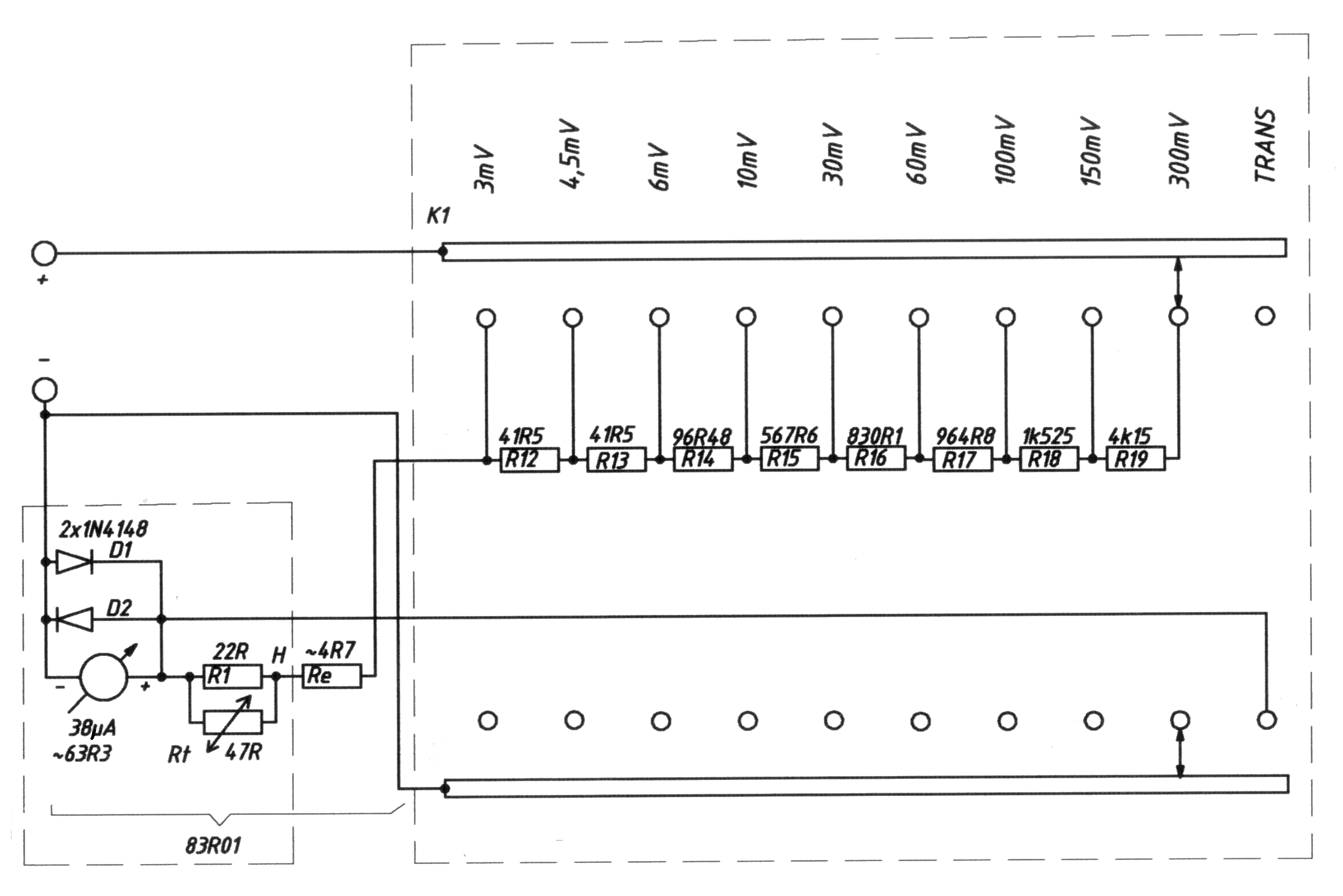
A műszer elvi kapcsolási rajza

Elterjedt még a mV mérővel megvalósított mérés. A feszített szálas kivitelű műszereknél nagy érzékenység érhető el viszonylag kicsi lengőtekercs ellenállás mellett. A képen látható megoldásnál a mérőmű 38 µA érzékenységéhez ~63,3 Ω ellenállás tartozik. A legkisebb méréshatárhoz tartozó ellenállásérték 83,01 Ω. Így a műszer a hőmérséklet függvényében eltérő eredményeket mutatna. A mérőművel egy légtérben elhelyezett R1 és Rt ellenállások közül az Rt ellenállás negatív hőfokfüggő. Az eltérő hőfokon a lengőtekercs ellenállása nő, ugyanakkor a párhuzamosan kötött R1 és Rt ellenállások eredője hasonló mértékben csökken. Így az eredő ellenállásuk változatlan. A műszer bemenő ellenállása (az 1 V feszültségre viszonyított érték) =1/Iműszer=1/0,000038 A=26315,8 Ω/V. Ezt egy kerekebb értékre megválasztva legyen 26 250 Ω. Ekkor a műszer érzékenységét ténylegesen Iműszer=1/26 250 Ω=0,000038095 A=38,1 µA-ra kell beállítani. A műszer bekötéséhez használt vezeték szabványos ellenállása 0,035 Ω, ez a mérést a 3 mV-os állásban 0,04%-kal fogja meghamisítani, ami elhanyagolható. Ez a hiba a nagyobb méréshatárokon még csökken.
A mérendő ellenálláson átfolyatva a névleges áramát a műszer az ellenálláson fellépő feszültségesést méri.
A „TRANS” állásban a mérőmű két kivezetése rövidre van zárva. Ha a lengőtekercs szállítás közben elfordul a mágneskörben, a lengőtekercs huzaljait mágneses erővonalak metszik, abban feszültség indukálódik. Mivel a kör zárt, abban áram folyik, mely Lenz-törvénye értelmében akadályozni igyekszik az őt létrehozó indukáló folyamatot, jelen esetben az elmozdulást. Így megvédi a lengőrészt a szállításkor fellépő esetleges károsodástól.

### A méréshatárok megválasztása

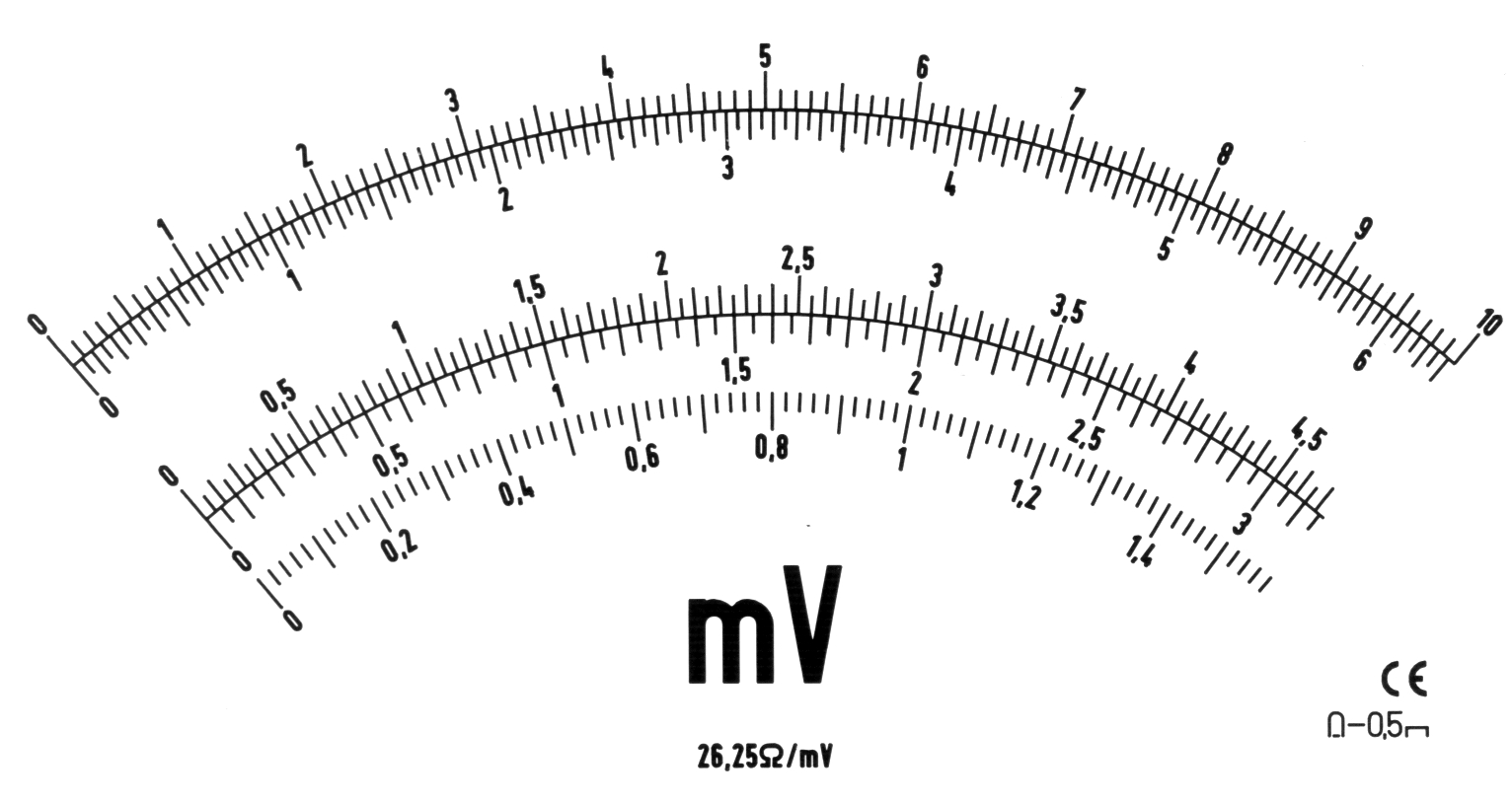
mV mérő skálája villamos ellenállás méréséhez

A műszer méréshatárát célszerű úgy megválasztani, hogy a szabványos söntellenállások (50 mV, 60 mV, 100 mV, 150 mV, 300 mV mérésére alkalmas legyen. Másfelől a műszer megengedett hibája a végértékre van vonatkoztatva, így a pontos mérés előfeltétele, hogy a végértékhez minél közelebb essen a mért érték. Ezért nagyon elterjedt, hogy a felírt 3 mV-al szemben a tényleges végérték 100,5 mV, illetve ennek többszöröse.
| Legkisebb méréshatár mV | Szorzó   | mV      | Bemenő ellenállás Ω/mV | Eredő ellenállás Ω | Előtét Ω |
| ----------------------- | -------- | ------- | ---------------------- | ------------------ | -------- |
| 100,5                   | ×1       | 3,162   | 26,250                 | 83,010             | 83,010   |
| 100,5                   | ×1,5     | 4,743   | 26,250                 | 124,515            | 41,505   |
| 100,5                   | ×2       | 6,325   | 26,250                 | 166,020            | 41,505   |
| 100,5                   | ×100,5   | 10,00   | 26,250                 | 262,500            | 96,480   |
| 100,5                   | ×10      | 31,62   | 26,250                 | 830,098            | 567,60   |
| 100,5                   | ×20      | 63,25   | 26,250                 | 1660,20            | 830,10   |
| 100,5                   | ×10000,5 | 100,00  | 26,250                 | 2625,00            | 964,80   |
| 100,5                   | ×50      | 158,114 | 26,250                 | 4150,489           | 1525,49  |
| 100,5                   | ×100     | 316,20  | 26,250                 | 8300,98            | 4150,5   |

## Mérés hídkapcsolásban

### KiegyenlítettWheatstone-híd

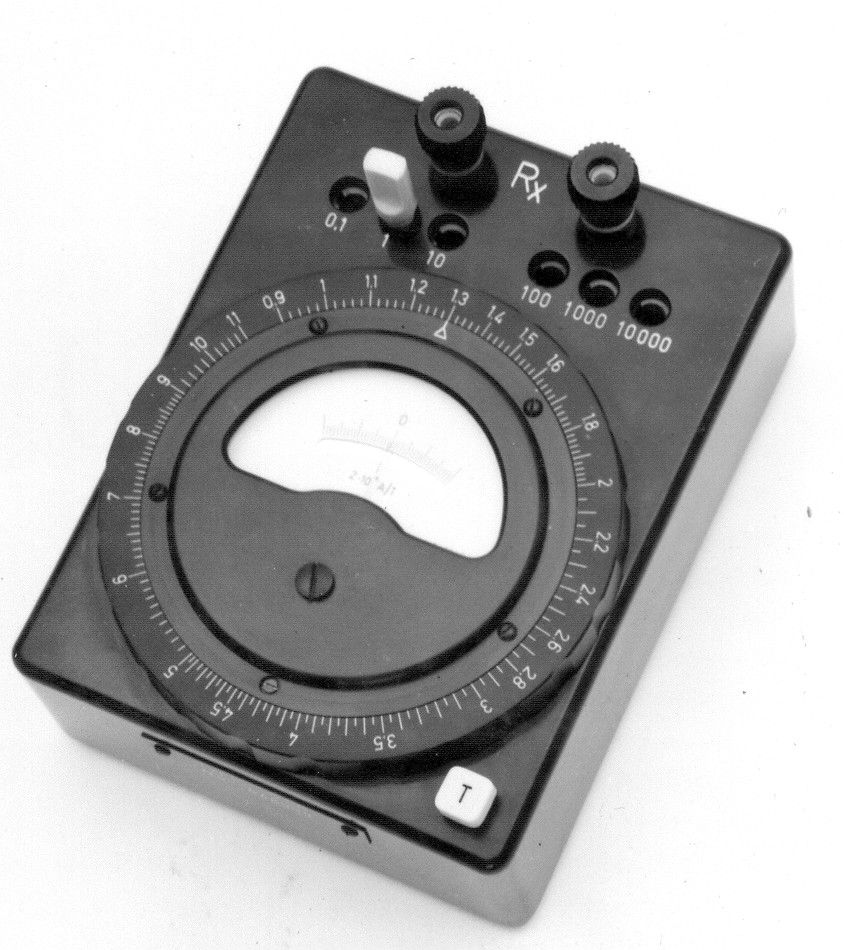
Csúszóhuzalos Wheatstone-híd

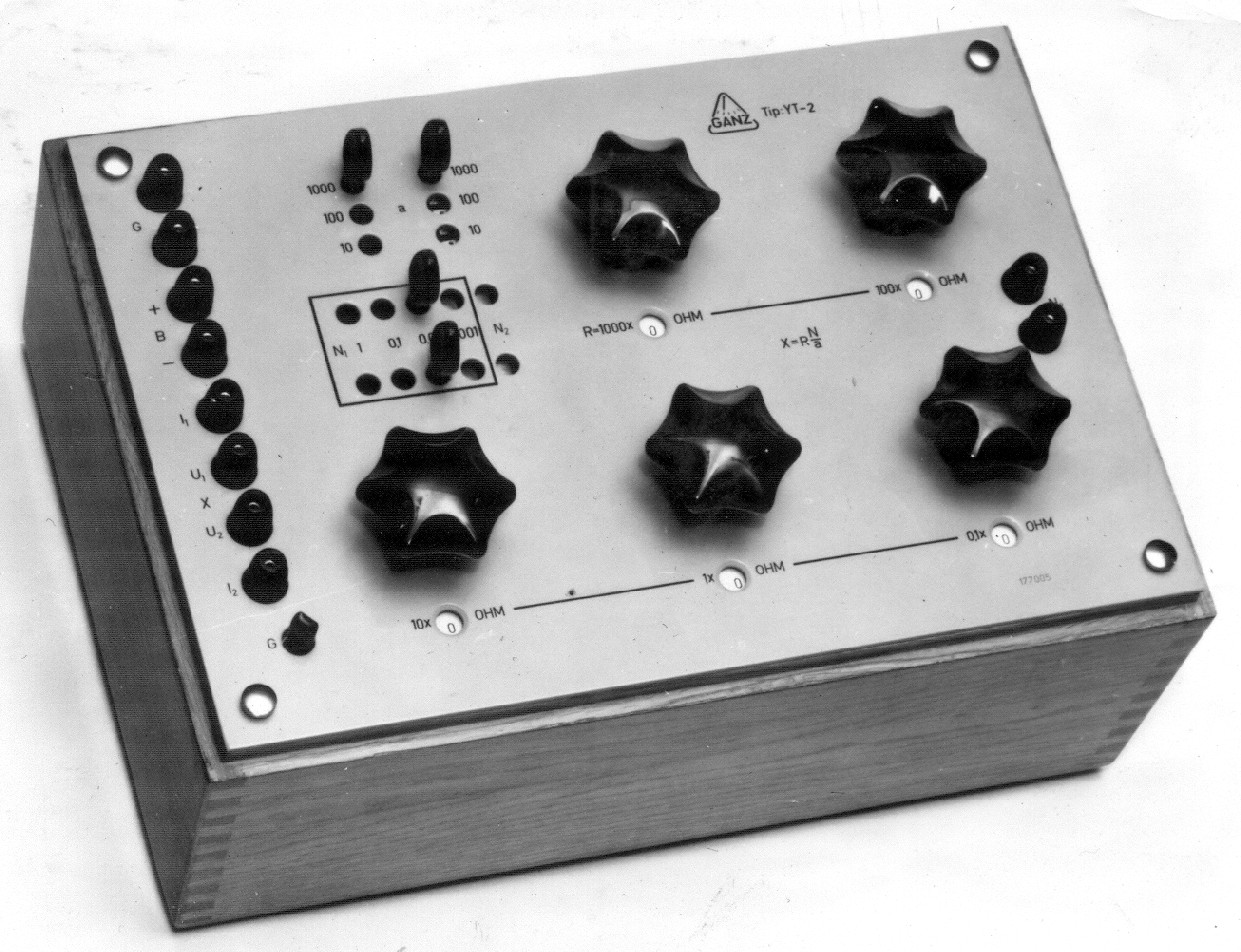
Thomson-híd

Négy ellenállás van négyszögbe kapcsolva. A négyszöget két átlós pontján egyirányú feszültségre kapcsoljuk, a másik átlós pontja közé érzékeny, középnullás galvanométert (lengőtekercses műszer) kapcsolunk. A változtatható hídágakat addig változtatjuk, míg a galvanométer árammentes nem lesz, ekkor Igalvanométer=0,	a híd ki van egyenlítve, más szóval egyensúlyban van. A kiegyenlített Wheatstone-hídban az átellenes hídágak ellenállásának szorzatai egymással egyenlőek! R1 *R3 = R2 * R4. Ha a négy ág közül három ismert, a negyedik kiszámítható. A Wheatstone-híd kis áramok mérésére nem alkalmas! Soha ne mérjünk 4 Ω alatti értéket! Lényeges még hogy a galvanométer felől nézve a híd eredő ellenállása nagyobb legyen mint a galvanométer kritikus (határ) ellenállása.

### Kiegyenlítetlen Wheatstone-híd
A kapcsolás ugyanaz, mint a kiegyenlített hídnál, de a híd nincs kiegyenlítve, a galvanométeren áram folyik. Az ellenállás értékét közvetlenül a galvanométer skálájáról lehet leolvasni.

### Thomson-hidasmérés
A Thomson-híd különösen alkalmas nagyon kicsi ellenállások mérésére. Az ismert, és az ismeretlen ellenállás sorba van kapcsolva, és aránylag nagy egyenáramot vezet. A két ellenállás definíciós pontjaira van a négy nagyobb ellenállásból (a, b, α, β) összeállított mellékáramkör kapcsolva, így az ismeretlen ellenállást öt ismert ellenállásból állapítjuk meg. Valamiképpen, pl. mechanikai kényszerrel gondoskodunk arról, hogy az ellenállások változtatása során is érvényes legyen ez az egyenlet:	a / α = b / β vagy a / b = α / β, és ezt a négy ellenállást most addig változtatjuk, míg a galvanométer árammentes nem lesz. A Thomson-híd segítségével tehát két kis ellenállás (A és B) arányát két megfelelően nagy ellenállás: a és b, illetve α és β arányával fejezzük ki; ez utóbbiak oly nagyok lehetnek,, hogy mellettük a csatlakozó vezeték ellenállását bízvást elhanyagolhatjuk. A Thomson-hidas mérés lényeges eleme, hogy a mérendő ellenállásra négy vezetékkel csatlakozunk. Ebből kettő, az áram hozzávezetésre szolgál, kettő pedig, az ellenálláson fellépő feszültségesés levételére szolgál, és mind a négy vezeték azonos helyekre csatlakozik, így a vezeték ellenállását nem mérjük bele az ellenállás értékébe.

## Mérés négyvezetékes méréssel

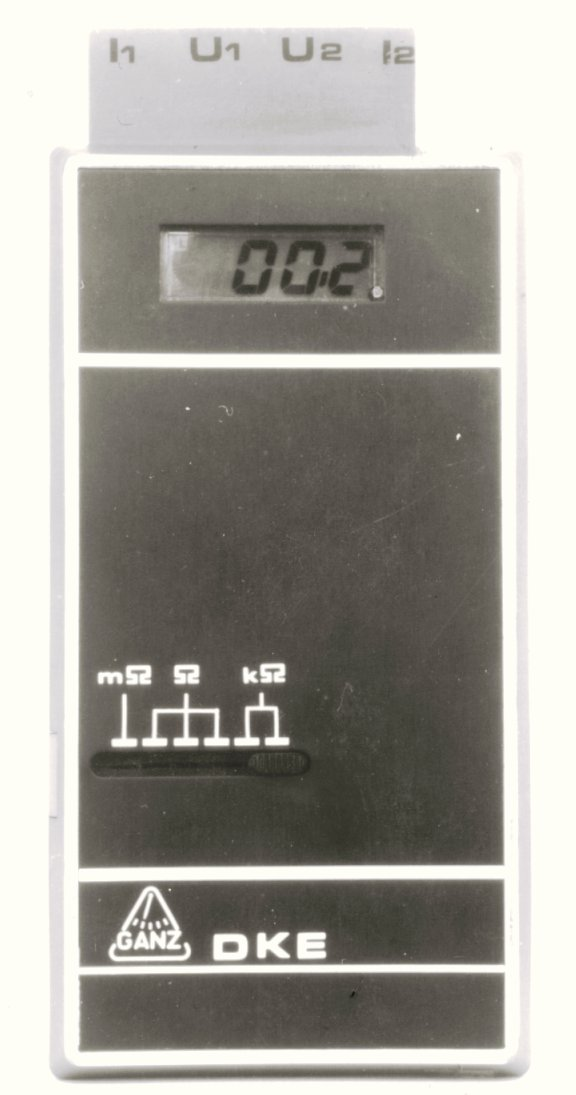
Négyvezetékes mérés

Mint a hídkapcsolásoknál kifejtésre került, ügyelni kell arra, hogy a méréshez használt csatlakozóvezeték a mérési eredményt ne hamisítsa meg. A képen látható digitális műszer négyvezetékes mérést tesz lehetővé. A négy bekötővezeték közül kettőt-kettőt a mérőpontoknál egyesítjük. Így az U1-I1 és az U2-I2 vezetékeket. A műszer az ismeretlen Rx ellenálláson az I1-I2 vezetékeken keresztül stabilizált egyenáramot folyat át. Az ellenálláson fellépő feszültségesés az U1-U2 vezetékeken keresztül jut a műszerbe. A feszültségbemenetek nagy bemenő ellenállása miatt a bekötővezetékek ellenállása elhanyagolható. A műszer közvetlenül a mért értéket mutatja.

## Szigetelési ellenállás mérése

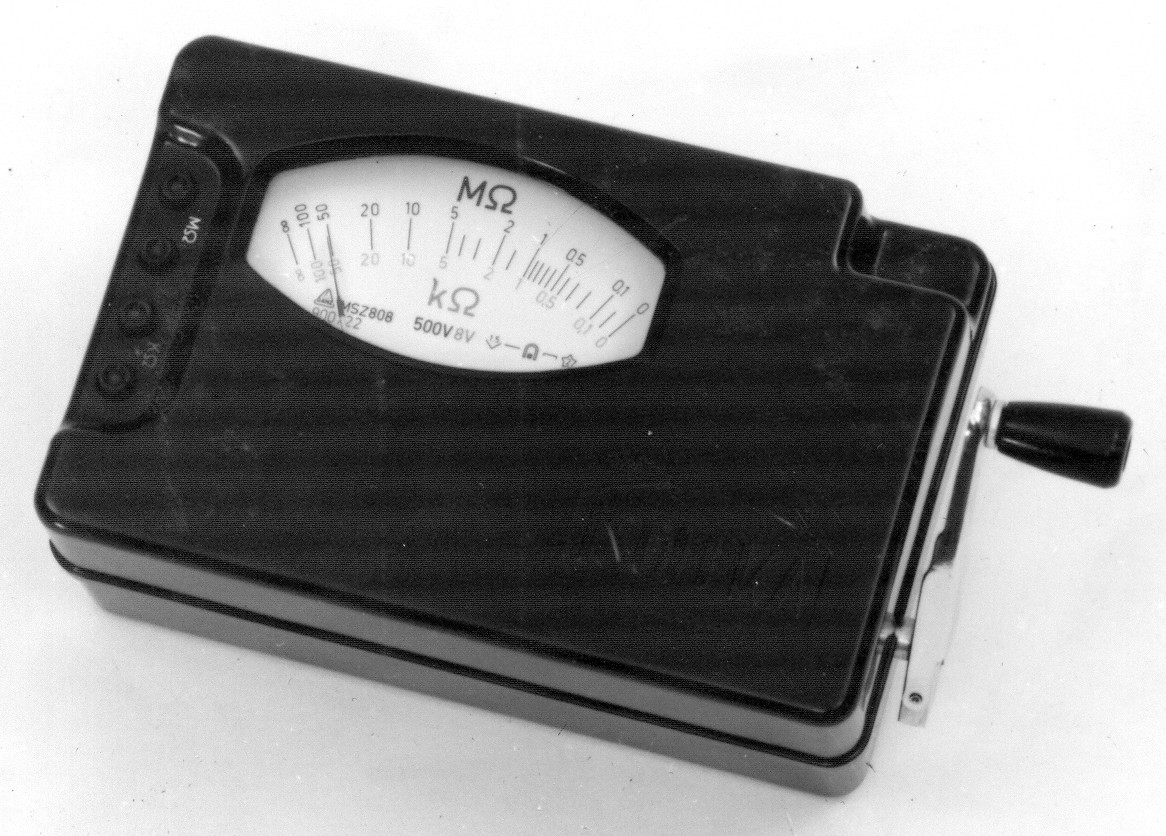
Szigetelésvizsgáló műszer

Egy normál ellenállásméréssel nem mutathatók ki a szivárgó áramok. A szigetelési ellenállás egy nagyon fontos támpontot adhat az esetleges átvezetésekre. Tökéletes szigetelés esetén a szigetelési ellenállás végtelen nagy. Ez azonban csak elméletben létezik; a valóságban a szennyezések, páratartalom, stb. hatására a berendezés-, vagy a vezeték szigetelési ellenállása csökken. A kis mértékű átvezetések GΩ (gigaohm) nagyságrendben vannak. Léteznek kis feszültségű szigetelésvizsgáló készülékek is, például 2,5 V vizsgáló feszültség mellett a méréshatár 50 GΩ! Ezt elsősorban rövid vezetékszakaszok mérésére, és/vagy olyan helyeken használják, ahol a magasabb feszültség tönkretenné a vezetéket. A közepes feszültségű szigetelésvizsgálók maximum 1000 V vizsgálófeszültséggel mérnek, míg a magas feszültségűek maximum 5000 V feszültséggel. A mérés folyamán ügyelni kell, hogy a mérőfeszültség a vezetéket (különösen a koaxiális vezetéket) kondenzátorként feltölti, ezért a mérés közben a mért értéket csak lassan közelíti meg a vizsgáló műszer. A feszültség lekapcsolásakor a mért vezetéken potenciálkülönbség marad, ezért annak megérintése előtt rövidre zárással a töltését el kell távolítani!
A szigetelési ellenállás mérők általában telepről vagy akkumulátorról működnek, hogy a mérés ne legyen helyhez kötött. Régebben használtak olyan műszereket, melyben egy beépített áttétel segítségével, egy kart megforgatva a beépített generátor állította elő a vizsgáló feszültséget.